# نورمان كونراد
نورمان كونراد هو كاتب وسياسي كندي، ولد في 1947.